# Puerto Rondón
Puerto Rondón ist eine Gemeinde (municipio) des Departamentos Arauca in Kolumbien.

## Geographie
Puerto Rondón liegt im Süden Araucas in den kolumbianischen Llanos am Río Casanare auf einer Höhe von 190 m ü. NN, 230 km von der Stadt Arauca entfernt. Zudem fließt der Río Cravo Norte durch die Gemeinde. Die Gemeinde grenzt im Norden an die Gemeinde Arauca und an Arauquita, im Westen an Tame, im Osten an Cravo Norte und im Süden an Hato Corozal im Departamento de Casanare.

## Bevölkerung
Die Gemeinde Puerto Rondón hat 5098 Einwohner, von denen 3417 im städtischen Teil (cabecera municipal) der Gemeinde leben (Stand: 2022).

## Geschichte
Puerto Rondón wurde vom venezolanischen Rinderzüchter Luis Felipe Hernández am Río Casanare gegründet und erhielt 1921 den Status eines corregimientos (Verwaltungsuntereinheit). Seit 1987 hat Puerto Rondón den Status einer Gemeinde.

## Wirtschaft
Der wichtigste Wirtschaftszweig von Puerto Rondón ist die Rinderproduktion, in der 80 % der Bevölkerung beschäftigt sind und die 90 % der Einkünfte generiert. Die Rinder weiden auf den ausgedehnten Ebenen der Gemeinde. Landwirtschaft findet bisher nur in kleinerem Umfang statt.

## Verkehrsanbindung
Puerto Rondón verfügt über einen kleinen Regionalflughafen. Es gibt tägliche Flugverbindungen nach Arauca. Sporadisch wird Puerto Rondón auch von Yopal, Villavicencio und Tame angeflogen. Straßenverbindungen gibt es über Tame in fast alle Gemeinden des Departamentos und in die Nachbardepartamentos. Über den Río Casanare besteht eine Schiffsverbindung nach Cravo Norte.